# XVI emendamento della Costituzione degli Stati Uniti d'America
Il XVI emendamento della Costituzione degli Stati Uniti d'America (Emendamento XVI) consente al Congresso di imporre un'imposta sul reddito senza ripartirla tra gli stati in base alla popolazione. Fu approvato dal Congresso nel 1909 in risposta alla sentenza della Corte suprema nel caso del 1895 Pollock v. Farmers' Loan & Trust Co. Il sedicesimo emendamento fu ratificato dal numero richiesto di stati il 3 febbraio 1913 e annullò di fatto la sentenza della Corte suprema nel caso Pollock. Venne quindi istituita la Income tax federale.
Prima dell'inizio del XX secolo, la maggior parte delle entrate federali proveniva dai dazi anziché da tasse, sebbene il Congresso avesse spesso imposto accise su vari beni. La legge sui redditi del 1861 aveva introdotto la prima imposta federale sul reddito, ma tale tassa fu abrogata nel 1872. Nel corso della fine del XIX secolo, vari gruppi, tra cui il Partito Populista, erano a favore dell'istituzione di un'imposta progressiva sul reddito a livello federale. Questi gruppi credevano che i dazi colpissero ingiustamente i poveri e preferivano utilizzare l'imposta sul reddito per spostare il carico fiscale sugli individui più ricchi. La legge Wilson-Gorman sui dazi del 1894 conteneva una disposizione sull'imposta sul reddito, ma l'imposta fu annullata dalla Corte suprema nel caso Pollock v. Farmers' Loan & Trust Co. Nella sua sentenza, la Corte suprema non ritenne incostituzionali tutte le imposte sul reddito federali, ma giudicò che le imposte sul reddito su affitti, dividendi e interessi fossero imposte dirette e quindi dovevano essere ripartite tra gli stati in base alla popolazione.
Per diversi anni dopo la sentenza Pollock, il Congresso si astenne dall'introdurre un'altra imposta sul reddito, soprattutto per la preoccupazione che la Corte suprema avrebbe respinto qualsiasi tentativo di imposizione sul reddito. Nel 1909, durante il dibattito sulla legge Payne–Aldrich sui dazi, il Congresso propose agli Stati il sedicesimo emendamento. Gli esponenti repubblicani conservatori si aspettavano inizialmente che l'emendamento non sarebbe stato ratificato, ma una coalizione di Democratici, Repubblicani progressisti e altri gruppi fece sì che il numero necessario di Stati ratificasse l'emendamento. Poco dopo la ratifica dell'emendamento, il Congresso introdusse un'imposta federale sul reddito con la legge sui redditi del 1913. La Corte suprema confermò tale imposta sul reddito nel caso del 1916 Brushaber v. Union Pacific Railroad Co. e dal 1913 il governo federale ha sempre avuto un'imposta sul reddito.

## Testo
(XVI Emendamento della Costituzione degli Stati Uniti d'America)

## Il casoPollock
Fino al 1913, i dazi doganali e le accise erano le principali fonti di entrate federali. Durante la guerra del 1812, il segretario al Tesoro Alexander J. Dallas fece la prima proposta pubblica per un'imposta sul reddito, ma non fu mai attuata. Il Congresso adottò un'imposta sul reddito per finanziare la guerra civile con una legge del 1861; essa era una tassa fissa del tre per cento sul reddito annuo superiore a 800 dollari. Questa tassa fu sostituita l'anno successivo da una tassa progressiva dal tre al cinque per cento sul reddito superiore a 600 dollari. Le imposte sul reddito introdotte durante la guerra civile decaddero nel 1872, e si erano rivelate molto redditizie, attingendo principalmente dagli Stati più industrializzati come New York, Pennsylvania e Massachusetts. Negli anni successivi diversi movimenti e partiti, compresi il Partito Populista e il Partito Democratico, chiedevano un'imposta sul reddito progressiva.
Il Partito Populista pose l'imposta progressiva sul reddito nel suo programma elettorale del 1892. Il Partito Democratico, guidato da William Jennings Bryan, sostenne la legge sull'imposta sul reddito approvata nel 1894, e propose un'imposta sul reddito nel programma elettorale del 1908. I fautori dell'imposta sul reddito generalmente credevano che aliquote daziarie elevate esacerbassero la disuguaglianza e volevano utilizzare l'imposta sul reddito per spostare l'onere del finanziamento del governo dai consumatori della classe operaia verso gli uomini d'affari ad alto reddito.
Prima del caso Pollock v. Farmers' Loan &amp; Trust Co., tutte le imposte sul reddito erano considerate imposte indirette ed erano indipendenti dalla geografia, mentre le imposte dirette dovevano essere ripartite tra gli Stati in base alla popolazione.
Nel 1894 un emendamento alla legge Wilson-Gorman sui dazi tentava di imporre una tassa federale del due percento sui redditi superiori a 4.000 dollari (pari a 120 000 dollari nel 2020). L'imposta federale sul reddito era molto gradita nel sud, e fu moderatamente sostenuta negli Stati del centro-nord della costa est, ma fu fortemente contrastata negli Stati del Far West e del nordest (con l'eccezione del New Jersey).
Nel caso Pollock v. Farmers' Loan &amp; Trust Co., la Corte suprema degli Stati Uniti d'America dichiarò che alcune tasse sui redditi, come quelle sulla proprietà ai sensi della legge del 1894, erano imposte dirette non ripartite e quindi incostituzionali. La Corte argomentò che un'imposta sul reddito da proprietà dovrebbe essere trattata come un'imposta sulla "proprietà in ragione del suo proprietario" e quindi dovrebbe essere necessariamente ripartita tra gli Stati. Il ragionamento era che le tasse sulle rendite fondiarie, i dividendi sulle azioni, e così via, gravano sulla proprietà che genera il reddito nello stesso modo in cui una tassa sulla "proprietà in ragione della sua proprietà" gravava su quella proprietà.
Dopo la sentenza Pollock, mentre le imposte sul reddito sui salari (come imposte indirette) potevano non essere ripartite per popolazione, le tasse su interessi, dividendi e rendite da locazione dovevano invece esserlo. La sentenza Pollock ha reso rilevante la fonte del reddito (ad esempio, proprietà contro lavoro, ecc.) nel determinare se l'imposta su quel reddito fosse considerata "diretta" (e quindi doveva essere ripartita tra gli stati in base alla popolazione) o, in alternativa, "indiretta" (e quindi obbligato solo ad essere imposto con uniformità geografica).
I membri del Congresso reagirono alla sentenza Pollock esprimendo diffusa preoccupazione per il fatto che molti dei cittadini più ricchi avevano accumulato troppo potere economico. Tuttavia, negli anni seguenti il Congresso si astenne dall'introdurre un'altra imposta federale sul reddito, in parte perché molti membri del Congresso temevano che qualsiasi tassa sarebbe stata abolita dalla Corte suprema. Pochi hanno preso in considerazione il tentativo di imporre un'imposta sul reddito ripartita, poiché tale imposta era generalmente considerata impraticabile.

## Adozione
Il 16 giugno 1909 il presidente William Howard Taft, in un discorso al Congresso, propose un'imposta federale sul reddito del due per cento sulle società tramite un'accisa e un emendamento costituzionale per consentire l'imposta sul reddito precedentemente emanata.
Un emendamento costituzionale sull'imposta sul reddito fu proposto per la prima volta dal senatore Norris Brown del Nebraska, che presentò due proposte, ma la proposta che fu approvata fu la risoluzione congiunta del Senato n. 40, avanzata dal senatore Nelson W. Aldrich del Rhode Island, il capogruppo della maggioranza al Senato e presidente della commissione finanze. L'emendamento fu proposto all'interno del dibattito al Congresso sulla legge Payne–Aldrich sui dazi del 1909; proponendo l'emendamento, Aldrich sperava di disinnescare temporaneamente le richieste dei progressisti che volevano inserire nuove tasse nella legge sui dazi. Aldrich e altri esponenti conservatori al Congresso erano in gran parte contrari all'effettiva ratifica dell'emendamento, d'altra parte credevano che avesse poche possibilità di essere ratificato, poiché la ratifica richiedeva l'approvazione di tre quarti dei parlamenti statali.
Il 12 luglio 1909 la risoluzione che proponeva il Sedicesimo emendamento fu approvata dal Congresso e sottoposta ai parlamenti statali. Il sostegno all'imposta sul reddito fu più forte negli Stati occidentali e meridionali, mentre l'opposizione fu maggiore negli Stati nord-orientali. I sostenitori dell'imposta sul reddito la vedevano come un metodo molto migliore per raccogliere entrate rispetto ai dazi, che all'epoca erano la principale fonte di entrate. Da anni Democratici, Progressisti, Populisti e altri partiti di sinistra sostenevano che i dazi colpivano in modo sproporzionato i poveri, interferivano con i prezzi, erano imprevedibili ed erano una fonte di entrate intrinsecamente limitata. Il sud e l'ovest tendevano a sostenere le tasse sul reddito perché i loro residenti erano generalmente meno ricchi, più agricoli e più sensibili alle fluttuazioni dei prezzi delle materie prime. Un forte aumento del costo della vita tra il 1897 e il 1913 aumentò notevolmente il sostegno all'idea delle imposte sul reddito, anche nel nord-est urbano. Anche un numero crescente di Repubblicani iniziò a sostenere l'idea, in particolare Theodore Roosevelt e i repubblicani "ribelli" (che avrebbero poi formato il Partito progressista).
L'opposizione al sedicesimo emendamento era guidata dai Repubblicani conservatori, in stretti legami con i ricchi industriali, sebbene nemmeno loro fossero uniformemente contrari all'idea generale di un'imposta permanente sul reddito. Nel 1910 il governatore di New York Charles Evans Hughes, poco prima di diventare un giudice della Corte suprema, si espresse contro l'emendamento sull'imposta sul reddito. Hughes sosteneva l'idea di un'imposta sul reddito federale, ma credeva che le parole "da qualsiasi fonte derivassero" nell'emendamento proposto implicassero che il governo federale avrebbe avuto il potere di tassare le obbligazioni statali e municipali. Credeva che ciò avrebbe accentrato eccessivamente il potere del governo e "avrebbe reso impossibile per i singoli Stati mantenere qualsiasi proprietà".
Tra il 1909 e il 1913 diverse condizioni favorirono l'approvazione del sedicesimo emendamento. L'inflazione era alta e molti accusavano i dazi federali per l'aumento dei prezzi. Il Partito Repubblicano era diviso e indebolito dalla perdita di Roosevelt e dei suoi seguaci che si raccolsero nel Partito Progressista, e questo ridusse l'opposizione anche nel nord-est. Nel 1912 i Democratici vinsero le elezioni presidenziali e ottennero la maggioranza in entrambe le Camere del Congresso. Nella nazione era diffusa una tendenza verso sinistra, come mostra il sei per cento di voti popolari ottenuto dal candidato presidente del Partito Socialista nel 1912.
Tre sostenitori di un'imposta federale sul reddito erano tra i candidati alle elezioni presidenziali del 1912. Il 25 febbraio 1913 il segretario di Stato Philander Knox proclamò che l'emendamento era stato ratificato da tre quarti degli Stati e quindi era entrato a far parte della Costituzione. La legge sui redditi del 1913, che abbassò notevolmente i dazi e istituì un'imposta federale sul reddito (la cosiddetta Income tax), fu emanata poco dopo la ratifica del sedicesimo emendamento.